# Grande-Rivière-du-Nord (arrondissement)
Grande-Rivière-du-Nord (em crioulo haitiano: Grann Rivyè dinò) é um arrondissement do Haiti, situado no departamento do Norte. De acordo com o censo de 2003, Grande-Rivière-du-Nord tem uma população total de 50.692 habitantes.

## Comunas
O arrondissement de Grande-Rivière-du-Nord é composto por 2 comunas.
- Bahon
- Grand Rivière du Nord